# زن (ترانه کت پاور)
«زن» تک‌آهنگی از هنرمند اهل ایالات متحده آمریکا کت پاور با همراهی آوازهای هنرمند آمریکایی لانا دل ری است. این قطعه در ۱۵ اوت ۲۰۱۸ به‌عنوان تک‌آهنگ آلبوم کت پاور منتشر شد.